# Esa Tiainen
Esa Tiainen, född 22 juli 1952 i Gamlakarleby, är en finländsk bildkonstnär och reklamgrafiker. 

## Biografi
Tiainen utbildades på Famous Artists School, USA på distans åren 1975 – 1978. Han hade sin första utställning på Karleby kommuns huvudbibliotek 1975 och hans tavlor har sedan dess ställts ut i närmare 50 utställningar runt om i Finland. Han har en egen ateljé i Karleby där han målar sina tavlor men även bedriver reklambyråverksamhet.  
1999 gav han ut boken Tjärdoft och Saltstänk – akvareller från Karleby som 2006 trycktes i en fjärde upplaga. Tiainen har under många år hållit kurser i akvarellmålning och teckning i hemlandet och utomlands främst Italien. Hans vykortsserier har blivit populära samlarobjekt.

## Utställningar och offentliga samlingar
Tiainens verk finns utställda i många offentliga samlingar främst i Finland men även i Norge och i Sverige. Målningar finns även i republiken Finlands presidents samlingar.

## Verk
Som bildkonstnär och grafiker är Tiainen mest förknippad med stilleben, landskap, porträtt och akvarellmåleri. Förutom akvarell målar han även i gouache. Tiainen målade i åratal med olja men tog även akvarellfärgerna i bruk, för att som han säger akvarelltekniken är spännande och krävande eftersom man måste teckna och måla på samma gång. 